# Cyperoideae
Cyperoideae, potporodica jednosupnica iz porodice šiljovki

## Tribusi
1. 1. Tribus Trilepideae Goetgh.
    1. Microdracoides Hua (1 sp.)
    2. Coleochloa Gilly (8 spp.)
    3. Trilepis Nees (5 spp.)
    4. Afrotrilepis (Gilly) J. Raynal (2 spp.)

  2. Tribus Cladieae Torr.
    1. Cladium P. Browne (7 spp.)

  3. Tribus Sclerieae Wight & Arn.
    1. Scleria P. J. Bergius (255 spp.)

  4. Tribus Bisboeckelereae Pax
    1. Bisboeckelera Kuntze (4 spp.)
    2. Calyptrocarya Nees (8 spp.)
    3. Becquerelia Brongn. (7 spp.)
    4. Diplacrum R. Br. (13 spp.)

  5. Tribus Carpheae Semmouri & Larridon
    1. Carpha Banks & Sol. ex R. Br. (6 spp.)
    2. Asterochaete Nees (10 spp.)
    3. Trianoptiles Fenzl (3 spp.)

  6. Tribus Cryptangieae Benth.
    1. Koyamaea W. W. Thomas & Davidse (1 sp.)
    2. Didymiandrum Gilly (1 sp.)
    3. Krenakia S. M. Costa (10 spp.)
    4. Exochogyne C. B. Clarke (2 spp.)
    5. Cryptangium Schrad. ex Nees (1 sp.)
    6. Cephalocarpus Nees (21 spp.)
    7. Lagenocarpus Nees (17 spp.)

  7. Tribus Schoeneae Dumort.
    1. Subtribus Anthelepidinae R. L. Barrett
      1. Anthelepis R. L. Barrett, K. L. Wilson & J. J. Bruhl (4 spp.)

    2. Subtribus Oreobolinae R. L. Barrett
      1. Cyathocoma Nees (3 spp.)
      2. Costularia C. B. Clarke (15 spp.)
      3. Chamaedendron (Kük.) Larridon (5 spp.)
      4. Capeobolus Browning (1 sp.)
      5. Oreobolus R. Br. (17 spp.)

    3. Subtribus Gahniinae Pax
      1. Ptilothrix K. L. Wilson (1 sp.)
      2. Mesomelaena Nees (5 spp.)
      3. Cyathochaeta Nees (5 spp.)
      4. Gahnia J. R. Forst. & G. Forst. (41 spp.)

    4. Subtribus Caustiinae R. L. Barrett
      1. Caustis R. Br. (7 spp.)
      2. Evandra R. Br. (2 spp.)

    5. Subtribus Gymnoschoeninae R. L. Barrett
      1. Reedia F. Muell. (1 sp.)
      2. Gymnoschoenus Nees (2 spp.)

    6. Subtribus Lepidospermatinae R. L. Barrett
      1. Machaerina Vahl (51 spp.)
      2. Lepidosperma Labill. (83 spp.)
      3. Neesenbeckia Levyns (1 sp.)

    7. Subtribus Tricostulariinae R.L.Barrett, K.L.Wilson & J.J.Bruhl
      1. Ammothryon R.L.Barrett, K.L.Wilson & J.J.Bruhl (1 sp.)
      2. Tricostularia Nees (11 spp.)
      3. Chaetospora R. Br. (3 spp.)
      4. Xyroschoenus Larridon (1 sp.)
      5. Morelotia Gaudich. (6 spp.)
      6. Netrostylis R.L.Barrett, J.J.Bruhl & K.L.Wilson (2 spp.)
      7. Tetraria P. Beauv. (39 spp.)

    8. Subtribus Schoeninae Fenzl
      1. Schoenus L. (153 spp.)

  8. Tribus Rhynchosporeae Wight & Arn.
    1. Rhynchospora Vahl (384 spp.)

  9. Tribus Dulichieae W. Schultze-Motel
    1. Dulichium Rich. ex Pers. (1 sp.)
    2. Blysmus Panz. ex Roem. & Schult. (3 spp.)
    3. Blysmopsis Oteng-Yeb. (1 sp.)

  10. Tribus Khaosokieae Lév.-Bourret & J.R.Starr
    1. Khaosokia D. A. Simpson, Chayam. & J.Parn. (1 sp.)

  11. Tribus Calliscirpeae Lév.-Bourret & J.R.Starr
    1. Calliscirpus C.N.Gilmour, J.R.Starr & Naczi (2 spp.)

  12. Tribus Scirpeae T. Lestib.
    1. Amphiscirpus Oteng-Yeb. (1 sp.)
    2. Zameioscirpus Dhooge & Goetgh. (3 spp.)
    3. Rhodoscirpus Lév.-Bourret, Donadío & J.R.Starr (1 sp.)
    4. Phylloscirpus C. B. Clarke (3 spp.)
    5. Scirpus Tourn. ex L. (45 spp.)
    6. Eriophorum L. (15 spp.)

  13. Tribus Trichophoreae Lév.-Bourret & J.R.Starr
    1. Trichophorum Pers. (22 spp.)

  14. Tribus Sumatroscirpeae Lév.-Bourret & J.R.Starr
    1. Sumatroscirpus Oteng-Yeb. (4 spp.)

  15. Tribus Cariceae Dumort.
    1. Carex L. (2049 spp.)

  16. Tribus Eleocharideae Goetgh.
    1. Eleocharis R. Br. (300 spp.)

  17. Tribus Abildgaardieae Lye
    1. Nelmesia Van der Veken (1 sp.)
    2. Bulbostylis Kunth (221 spp.)
    3. Zulustylis Muasya (2 spp.)
    4. Trichoschoenus J. Raynal (1 sp.)
    5. Actinoschoenus Benth. (3 spp.)
    6. Arthrostylis R. Br. (2 spp.)
    7. Trachystylis S. T. Blake (1 sp.)
    8. Scleroschoenus K.L.Wilson, J.J.Bruhl & R.L.Barrett (6 spp.)
    9. Abildgaardia Vahl (9 spp.)
    10. Fimbristylis Vahl (307 spp.)

  18. Tribus Bolboschoeneae (Tatanov) J. R. Starr
    1. Bolboschoenus (Asch.) Palla (16 spp.)

  19. Tribus Fuireneae Fenzl
    1. Fuirena Rottb. (53 spp.)

  20. Tribus Schoenoplecteae Lye
    1. Actinoscirpus (Ohwi) R. W. Haines & Lye (1 sp.)
    2. Schoenoplectus (Rchb.) Palla (19 spp.)

  21. Tribus Pseudoschoeneae J. R. Starr
    1. Pseudoschoenus (C. B. Clarke) Oteng-Yeb. (1 sp.)
    2. Schoenoplectiella Lye (64 spp.)

  22. Tribus Cypereae Dumort.
    1. Subtribus Ficiniinae Fenzl
      1. Erioscirpus Palla (2 spp.)
      2. Scirpoides Seguier (6 spp.)
      3. Afroscirpoides García-Madr. & Muasya (1 sp.)
      4. Dracoscirpoides Muasya (3 spp.)
      5. Hellmuthia Steud. (1 sp.)
      6. Isolepis R. Br. (70 spp.)
      7. Ficinia Schrad. (90 spp.)

    2. Subtribus Cyperinae Pax
      1. Cyperus L.(956 spp.)

  23. Filogenetski položaj tribusa nepoznat
    1. Rhynchocladium T. Koyama (1 sp.)